# Paris-Tours 2019
Le Paris-Tours 2019 est la 113e édition de cette course cycliste masculine sur route. Il a lieu le 13 octobre 2019 entre Chartres et Tours, sur une distance de 217 kilomètres, et fait partie du calendrier UCI Europe Tour 2019 en catégorie 1.HC. Il est remporté en solitaire par le coureur belge Jelle Wallays, déjà vainqueur de Paris-Tours en 2014.

## Présentation

### Équipes
Vingt-trois équipes sont au départ de la course : sept équipes UCI WorldTeam, quatorze équipes continentales professionnelles et deux équipes continentales.
| WorldTeams (7)- Team Sunweb - AG2R La Mondiale - Groupama-FDJ - Lotto Soudal - Dimension Data - UAE Team Emirates - Katusha-Alpecin Équipes continentales professionnelles (14)- Total Direct Énergie - Cofidis, Solutions Crédits - Vital Concept-B&B Hotels - Arkéa-Samsic - Wanty-Groupe Gobert - Israel Cycling Academy - Wallonie Bruxelles - Delko-Marseille Provence - Riwal Readynez - Roompot-Charles - Rally UHC Cycling - Gazprom-RusVelo - Euskadi Basque Country-Murias - Sport Vlaanderen-Baloise Équipes continentales (2)- Saint Michel-Auber 93 - Natura4Ever-Roubaix Lille Métropole |
| |

## Classement final
| \| Classement général \| Classement général \| Classement général \| Classement général \| Classement général \| \| Coureur \| Coureur \| Pays \| Équipe \| Temps \| \| ------------------ \| ------------------ \| ------------------ \| ------------------------ \| ------------------ \| \| 1er \| Jelle Wallays \| Belgique \| Lotto-Soudal \| 5 h 34 min 49 s \| \| 2e \| Niki Terpstra \| Pays-Bas \| Total Direct Énergie \| + 29 s \| \| 3e \| Oliver Naesen \| Belgique \| AG2R La Mondiale \| + 30 s \| \| 4e \| Arnaud Démare \| France \| Groupama-FDJ \| + 36 s \| \| 5e \| Amaury Capiot \| Belgique \| Sport Vlaanderen-Baloise \| + 49 s \| \| 6e \| Aimé De Gendt \| Belgique \| Wanty-Gobert \| + 49 s \| \| 7e \| Lars Bak \| Danemark \| Dimension Data \| + 51 s \| \| 8e \| Bert De Backer \| Belgique \| Vital Concept-B&B Hotels \| + 53 s \| \| 9e \| Kevyn Ista \| Belgique \| Wallonie Bruxelles \| + 53 s \| \| 10e \| Julien Vermote \| Belgique \| Dimension Data \| + 53 s \| |                |          |                          |                 |
| |                |          |                          |                 |
| Source : ProCyclingStats |                |          |                          |                 |
| Classement général |                |          |                          |                 |
| Coureur | Coureur        | Pays     | Équipe                   | Temps           |
| 1er | Jelle Wallays  | Belgique | Lotto-Soudal             | 5 h 34 min 49 s |
| 2e | Niki Terpstra  | Pays-Bas | Total Direct Énergie     | + 29 s          |
| 3e | Oliver Naesen  | Belgique | AG2R La Mondiale         | + 30 s          |
| 4e | Arnaud Démare  | France   | Groupama-FDJ             | + 36 s          |
| 5e | Amaury Capiot  | Belgique | Sport Vlaanderen-Baloise | + 49 s          |
| 6e | Aimé De Gendt  | Belgique | Wanty-Gobert             | + 49 s          |
| 7e | Lars Bak       | Danemark | Dimension Data           | + 51 s          |
| 8e | Bert De Backer | Belgique | Vital Concept-B&B Hotels | + 53 s          |
| 9e | Kevyn Ista     | Belgique | Wallonie Bruxelles       | + 53 s          |
| 10e | Julien Vermote | Belgique | Dimension Data           | + 53 s          |

## Classements UCI
La course attribue aux coureurs le même nombre de points pour l'UCI Europe Tour 2018 et le Classement mondial UCI.
| Position           | 1er | 2e  | 3e  | 4e  | 5e | 6e | 7e | 8e | 9e | 10e | 11e | 12e | 13e | 14e | 15e | 16e à 30e | 31e à 40e |
| Classement général | 200 | 150 | 125 | 100 | 85 | 70 | 60 | 50 | 40 | 35  | 30  | 25  | 20  | 15  | 10  | 5         | 3         |